# Acanthamoeba
Acanthamoeba és un gènere d'amebozous, un dels protists més comuns del sòl, i que sovint també habita en aigua dolça i altres hàbitats. Les seves cèl·lules són petites, mesuren habitualment 15-35 μm de llarg, i tenen una forma oval o triangular quan es mouen. Els pseudòpodes formen un lòbul hemisfèric clar a l'anterior, i hi ha diverses extensions filoses curtes dels marges del cos. Aquestes extensions li donen una aparença espinosa, i a això es refereix el nom Acanthamoeba. Els cists són comuns.
La majoria d'espècies són bacterívors de vida lliure, però hi ha oportunistes que provoquen infeccions als humans i altres animals, especialment queratitis o encefalitis.
L'espècie A. castellanii sovint és usada com a organisme model pel seu cultiu senzill en laboratori i perquè presenta homologies estructurals amb les cèl·lules dels mamífers. S'ha utilitzat sobretot en estudis sobre la migració cel·lular.